# (21511) Chiardola
(21511) Chiardola (1998 KT36) – planetoida z grupy pasa głównego asteroid okrążająca Słońce w ciągu 3,42 lat w średniej odległości 2,27 j.a. Odkryta 22 maja 1998 roku.